# 伯尔尼纳山口

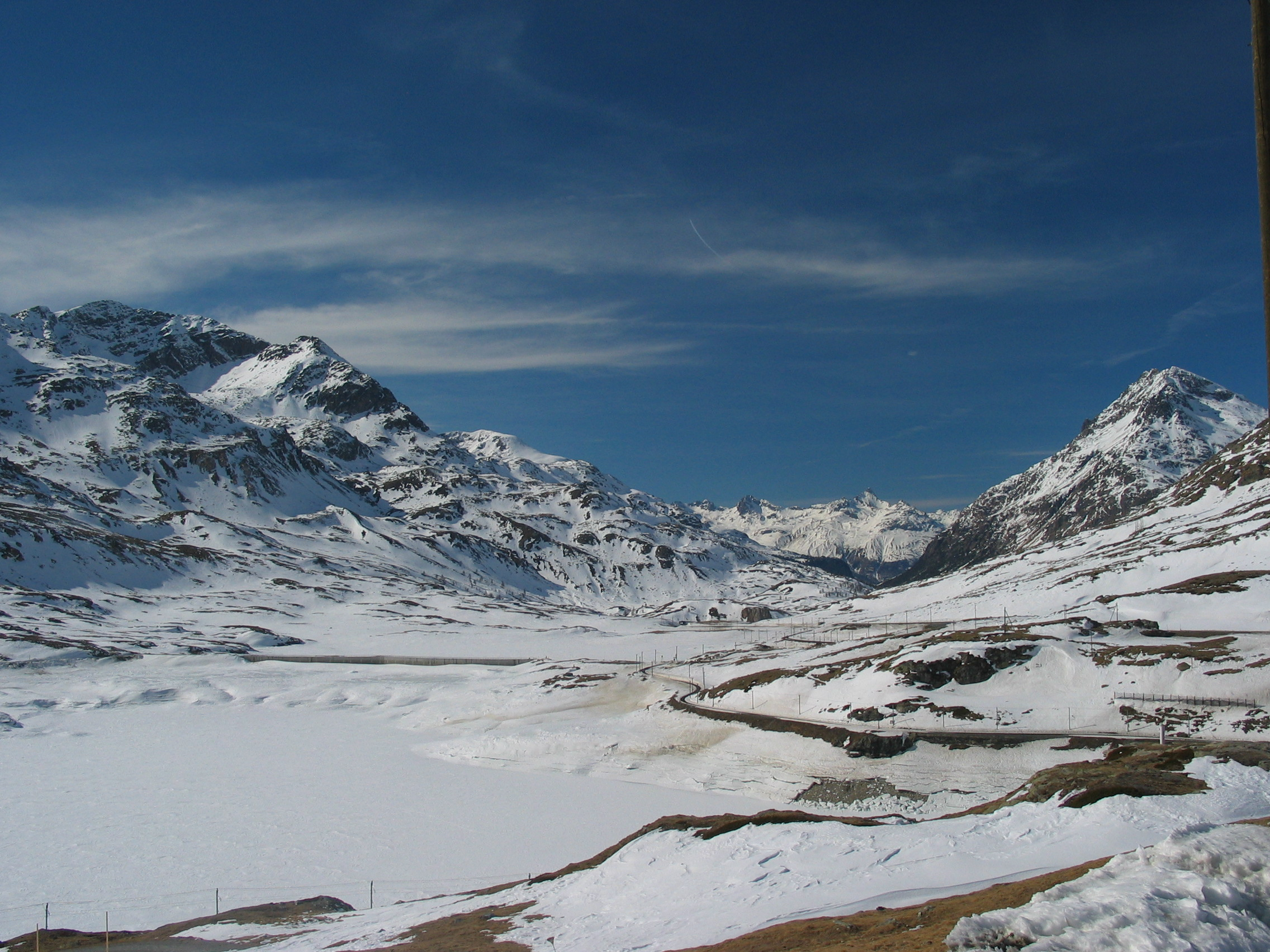
伯尔尼纳山口

伯尔尼纳山口（義大利語： Passo del Bernina）是位於阿尔卑斯山貝爾尼納山脈的一个山口，行政上受位于瑞士格勞賓登州管轄。中世纪時，許多試圖穿越阿尔卑斯山的商人都要經過该山口。